# Childeryk II
Childeryk II (ur. w 652, zm. w 675 w Lognes) – władca z dynastii Merowingów, król Austrazji od 662 do śmierci, w ostatnich dwóch latach życia także Franków.

## Droga do tronu Austrazji
W roku 656 zmarł król Austrazji Sigebert III. Jego majordom Grimoald, osadził na austrazyjskim tronie swego syna Childeberta. Prawa do tronu syna zmarłego króla, Dagoberta, zostały pominięte.
Wywołało to niezadowolenie znacznej części możnych. Na ich czele stał książę Wulfoald, głowa rodu wrogiego Pepinidom (zwanych później Karolingami). W roku 662, Wulfoald wydał zbuntowanym austrazyjczykom Grimoalda, który stracił życie w ciemnicy. Wulfoald i austrazyjscy możni zwrócili się do królowej Baldehildy, by zgodziła się na osadzenie na tronie Austrazji jej syna, Childeryka.

## Zjednoczenie trzech królestw
Gdy w roku 673 zmarł Chlotar III – władca Neustrii i Burgundii, majordom obu dzielnic, Ebroin wyniósł na tron Neustrii Teuderyka III, trzeciego syna Chlodwiga II. Nie konsultował tego kroku z możnymi Neustrii i Burgundii. Zbyt mocna pozycja majordoma, zaniepokoiła możnych świeckich i duchownych. Na czele buntu w Burgundii stanął Leodegar a w Austrazji jego brat Waren, graf Paryża. 
Wezwali oni na pomoc panującego w Austrazji Childeryka II i jego majordoma Wulfoalda. Uznali też Childeryka II za króla w trzech dzielnicach: Neustrii, Austrazji i Burgundii. W tej sytuacji los Teodoryka III i Ebroina był przesądzony. Teodoryk został zesłany do klasztoru Saint-Denis a Ebroina zamknięto w murach klasztoru w Luxeuil w Burgundii. Leodegar zastąpił obalonego Ebroina w czynnościach majordoma Austrazji. Zaznaczyć trzeba, że Leodegar nie przyjął tytułu: "maiordomus".

## Samodzielne rządy
Leodegar i jego brat Geryn, nakłonili króla do wydania postanowień prawnych o tym, że:
1/ w każdej część królestwa, obowiązuje lokalne prawo zwyczajowe.
2/ wyższe funkcje państwowe sprawowane w jednej dzielnicy, nie mogły być przenoszone do pozostałych.
3/ określono uprawnienia majordoma.
Majordomem Austrazji został Wulfoald. W ciągu trzech lat ok. 673 roku, Childeryk II rozpoczął samodzielne rządy. Doprowadziło to do konfliktu króla z Leodegarem. Skończył się on usunięciem Leodegara z dworu królewskiego i zamknięciem go w klasztorze. Zatem jedynie Austrazja miała swego majordoma w osobie Wulfoalda. Dla Neustrii i Burgundii, król majordomów nie powołał.
Owa walka o rzeczywistą władzę między królem a Leodegarem, zaprzątała siły i uwagę Franków we własnym królestwie, świeżo przecież zjednoczonym. ten okres (673–676) wykorzystał wielmoża akwitański z gaskońskiego rodu, Loup I. Zawładnął miastem Rodez i Albi rozszerzając swe akwitańskie księstwo rozciągające się wtedy od miasta Vienne do rzeki Garonne.
Childeryk II i jego jedyny majordom Wulfoald, byli ludźmi lubującymi się we władzy. Wszyscy wielmoże krytyczni wobec tronu albo byli wydalani z dworu w swe rodzinne strony i w ten sposób pozbawiani wpływu na rządy, albo byli upokarzani szybkim sądem jak ten "szlachetnie urodzony Frank" Bodilon, którego król skazał na siekanie rózgami za najbłachsze przewinienie. Nic dziwnego, że przeciwko królowi zawiązał się spisek możnych, na którego czele stał ów poniżony królewskim wyrokiem Bodilon. Jeden z obrażonych dostojników zabił Childeryka II podczas polowania w lasach pod Saint-Denis. Zamordowano też ciężarną królową, Bilichildę.